# 福井地域鉄道部
福井地域鉄道部（ふくいちいきてつどうぶ）は、福井県福井市の福井駅構内に設置されていた西日本旅客鉄道（JR西日本）の地域鉄道部。
本項では、敦賀機関区および敦賀運転所についても記述する。

## 概要
ローカル線の活性化と効率的な鉄道運営ができるように、JR西日本は1990年（平成2年）6月1日から主に支線区に対して鉄道部制度を導入していたが、1995年（平成7年）10月1日から鉄道部制度を幹線系の地域にも導入し、地域鉄道部として地域の特性に応じた業務が行われている。
金沢支社が管轄し、主に福井県北部の鉄道運営を行っている。
2024年春の北陸新幹線の敦賀駅延伸に伴う北陸本線敦賀以東の経営分離に伴い、敦賀地域鉄道部とともに廃止されることが決まったが、残存する越美北線について北陸広域鉄道部への編入や新設鉄道部への改組は行われず、支社直轄の体制に移行する。

### 管轄路線
- 北陸本線：大聖寺駅（構内を除く[3]） - 南今庄駅
- 越美北線：全線

以前は北陸本線の南今庄駅 - 近江塩津駅間（近江塩津駅は京都支社の直轄）も管轄していたが、2010年（平成22年）6月1日付で該当区間は敦賀地域鉄道部に移管された。

## 福井支店
2017年6月1日より当鉄道部内に福井支店が新設され、金沢支社における福井県内の営業拠点として、当鉄道部とともに機能を担っている。

## 所属車両

### 2012年度の所属車両
2012年4月1日現在の所属車両は以下の通り。ただし、2016年4月1日現在はこれらの所属車両は在籍していない。
| 電車 | 気動車 | 機関車 | 客車 | 貨車 | 合計 |
| ---- | ------ | ------ | ---- | ---- | ---- |
| 0両  | 0両    | 6両    | 0両  | 4両  | 10両 |

#### 機関車
- DE10形ディーゼル機関車（1両）
- DE15形ディーゼル機関車（3両）
- DD15形ディーゼル機関車（2両）

#### 貨車
- ホキ800形（4両）
  - バラスト輸送用ホッパ車で、4両が所属している。

### 過去の所属車両
敦賀機関区・敦賀運転所に所属していた車両も含めて記述する。
- 電車
  - 419系電車
  - 125系電車
  - 521系電車
- 気動車
  - キハ120形気動車
  - キハ20形・キハ25形・キハ52形
  - キハ26形
  - キハ58系気動車・キハ28系
- 客車
  - マニ50形（救援車）
  - オハ35系
  - オハユニ61形・オエ61形
  - マニ36形
- 電気機関車
  - ED70形
  - ED74形
  - EF70形
  - EF81形
- ディーゼル機関車
  - DD15形
  - DD16形
  - DD50形
  - DE10形
  - DE15形
  - DF50形
- 貨車
  - ヨ8000形
  - ワム80000形

## 乗務員
乗務員は福井運転センターに所属している。福井運転区と金沢車掌区福井支区が統合の上、福井運転センターとなった。なお、北陸本線南福井駅構内にある車両基地の一部は金沢総合車両所敦賀支所福井派出である。

### 運転士・車掌
- 北陸本線：全線
- 越美北線：全線

## 設備保全区所
- 福井施設管理センター
  - 福井施設管理室
  - 今庄施設管理室
- 福井電気管理センター

## 歴史

### 国鉄時代
- 1884年（明治17年）：敦賀機関庫設立[8]。
- 1936年（昭和11年）9月1日：敦賀機関区に改称。
- 1947年（昭和22年）10月24日 - 昭和天皇が行幸（昭和天皇の戦後巡幸の一環）[9]。機関区へのお出ましは、国有鉄道初の出来事[10]。
- 1957年（昭和32年）10月1日：北陸本線電化時に電気機関車用の車両基地として敦賀第二機関区が発足。敦賀機関区は敦賀第一機関区と改称。
- 1984年（昭和59年）2月：敦賀第二機関区の車両配置がなくなる。
- 1985年（昭和60年）3月14日：敦賀第一機関区と敦賀第二機関区を統合して敦賀機関区と改称[11]。
- 1986年（昭和61年）3月3日：金沢運転所敦賀派出所が敦賀機関区に統合される[12]。
- 1987年（昭和62年）3月1日：敦賀機関区から車両検修部門および旅客関係の乗務員部門を敦賀運転所として分離[13]。

### 国鉄分割民営化後
- 1987年（昭和62年）4月1日：国鉄分割民営化により、敦賀運転所が西日本旅客鉄道（JR西日本）の所属となる。敦賀機関区は日本貨物鉄道（JR貨物）の所属となる[14]。
- 1995年（平成7年）10月1日：鉄道部制度に伴い、福井地域鉄道部として発足[15]。福井運転区・金沢車掌区福井支区が統合される[1][16]。
- 1996年（平成8年）3月16日：敦賀運転派出に車両配置開始[17]。
- 2008年（平成20年）6月1日：鉄道部制度見直しに伴い、越前大野鉄道部と統合[18]。
- 2010年（平成22年）6月1日：敦賀駅・敦賀運転派出・敦賀施設管理室は福井地域鉄道部と切り離して、小浜鉄道部と合併し、敦賀地域鉄道部が発足。これまで福井地域鉄道部敦賀運転派出に所属していた車両は、敦賀地域鉄道部敦賀運転センター車両管理室に転出。北陸本線の南今庄駅 - 近江塩津駅間（両端駅構内を除く）を敦賀地域鉄道部に移管[4][19]。
- 2024年（令和6年）3月16日 - 北陸新幹線の金沢駅 - 敦賀駅間延伸と同時に廃止。北陸本線の当地域鉄道部管轄区間はハピラインふくいに移管。越美北線の業務は敦賀地域鉄道部の組織と統合改組される形で、敦賀列車区、敦賀保線区、敦賀電気区に移管。新幹線駅として残る福井駅並びに芦原温泉駅、および越美北線各駅は、支社直轄化[2]。